# Saskatchewan Census Division No. 16
Die Census Division No. 16 in der kanadischen Provinz Saskatchewan hat eine Fläche von 21.607,42 km², es leben dort 37.993 Einwohner. 2011 betrug die Einwohnerzahl 37.845 Größter Ort in der Division ist North Battleford.

## Gemeinden
City
- North Battleford

Towns
- Big River
- Blaine Lake
- Hafford
- Radisson
- Shellbrook
- Spiritwood

Villages
- Borden
- Canwood
- Debden
- Denholm
- Krydor
- Leask
- Leoville
- Marcelin
- Maymont
- Medstead
- Parkside
- Rabbit Lake
- Richard
- Ruddell
- Shell Lake
- Speers

Resort Villages
- Big Shell
- Cochin
- Echo Bay
- Pebble Bay

Kronkolonie
- North Battleford Crown Colony

Unorganized Area
- Prinz-Albert-Nationalpark

## Rural Municipalities
| - RM Great Bend No. 405 - RM Mayfield No. 406 - RM Blaine No. 434 - RM Redberry No. 435 - RM Douglas No. 436 - RM North Battleford No. 437 - RM Leask No. 464 | - RM Meeting Lake No. 466 - RM Round Hill No. 467 - RM Shellbrook No. 493 - RM Canwood No. 494 - RM Spiritwood No. 496 - RM Medstead No. 497 - RM Big River No. 555 |

## Indianerreservate
| Ahtahkakoop Cree Nation - Ahtahkakoop 104 Big River First Nation - Big River 118 Pelican Lake First Nation - Chitek Lake 191 - Pelican Lake 191A - Pelican Lake 191B Lac La Ronge Indian Band - Little Red River 106D Lucky Man Cree Nation - Lucky Man Mistawasis Nêhiyawak - Mistawasis 103 | Muskeg Lake Cree Nation - Muskeg Lake 102B - Muskeg Lake 102D - Muskeg Lake 102E - Muskeg Lake 102F - Muskeg Lake 102G - Muskeg Lake Cree Nation 102 Saulteaux First Nation - Saulteaux 159A Sturgeon Lake First Nation - Sturgeon Lake 101 Sweetgrass First Nation - Sweet Grass 113-L6 Witchekan Lake First Nation - Witchekan Lake 117 - Witchekan Lake 117-D |